# Kiwity
Kiwity (Kiwitten fino al 1945) è un comune rurale polacco del distretto di Lidzbark Warmiński, nel voivodato della Varmia-Masuria.
Ricopre una superficie di 145,38 km² e nel 2004 contava 3 512 abitanti.